# Prijsstabiliteit
Prijsstabiliteit is een situatie waarbij prijzen in een economie gedurende de tijd aan weinig verandering onderhevig zijn. De inflatie of deflatie zijn hierbij dus gering. Dit kan per product of dienst verschillen en er zijn dan ook verschillende prijsindexen. Voorbeelden zijn de consumentenprijsindex (CPI), de producentenprijsindex (PPI), de bnp-deflator en de geharmoniseerde consumentenprijsindex (HICP) die op hun beurt weer onder zijn te verdelen. Prijsstijging kan ook veroorzaakt worden door kwaliteitsverbeteringen.
De Europese Centrale Bank heeft prijsstabiliteit gedefinieerd als, op de middellange termijn, een HICP van onder, maar dicht bij 2%. De 2% dient als buffer ten opzichte van een situatie van deflatie.